# کوسور (زاقاتالا)
کوسور (به لاتین: Kusur) یک منطقه مسکونی در جمهوری آذربایجان است که در شهرستان زاقاتالا واقع شده است.